# Жашківська вулиця (Київ)
Жа́шківська ву́лиця — вулиця в Подільському районі міста Києва, місцевість Біличе поле. Пролягає від Замковецької вулиці (двічі, утворюючи форму літери «Г»).

## Історія
Вулиця виникла у 50-ті роки XX століття під назвою Нова. Сучасна назва — з 1955 року, на честь міста Жашків Черкаської області.